# Félix-Gaspard Thieffries de Beauvois
Thieffries de Beauvois (Félix-Gaspard-Hyacinthe-Joseph, comte), aristocrate et militaire français, né le 3 juillet 1751 à Rœulx, mort le  18 avril 1848 à Saint-Amand-les-Eaux, a été contre-révolutionnaire. Il fut, si l’on en croit le mémoire qu'il a remis au baron de Thugut en 1798, l'un des créateurs des armées de la Vendée.

## Biographie
Issu d'une des familles les plus distinguées de la noblesse de Flandres, il est en 1767 lieutenant de cavalerie dans le régiment de Bourgogne. Nommé capitaine le 3 juin 1779, il part en 1782-1784 dans le nord de l'Europe et visite la cour de Joseph II et de Frédéric. Il est fait Comte du Saint-Empire romain en 1788.
De retour dans son pays en 1790 à la tête d'une fortune considérable, il organise à Valenciennes une société de royalistes et donne à Louis XVI une année de ses revenus. Nommé chevalier de l'ordre de Saint-Louis en mai 1791, émigre et rejoint le 6 mai 1792 le comte de Provence à Coblence, où il est chargé de ménager des intelligences à la frontière entre les Pays-Bas autrichiens et la France, mais échoue. Puis il rejoint l'escadron des gentilshommes de Flandre et d'Artois, sous les ordres du duc de Bourbon, avec lequel il fait campagne. Campant avec près de 5 000 hommes près de Charleroi lors de la bataille de Jemmapes, il est condamné à l'immobilité par le général autrichien Clerfayt et rentre en février 1793 en France, où il rejoint Charette en Vendée.
Chargé de développer une insurrection en Eure-et-Loir, il est découvert dans le village de Vichères, près de Houdan, mais échappe à une mort certaine grâce aux autorités locales, qui consentent à le garder en garantie. Libéré en septembre 1794, il rejoint les Vendéens et part à Paris pour recruter des officiers royalistes.
Parti dans le Nord, il est reconnu en août 1795 et emprisonné à Douai, où il demeure enfermé deux ans, tandis que sont confisqués tous ses biens. Condamné par le Directoire à la déportation après le coup d'État du 18 fructidor an V, il est exilé en Allemagne.
Durant un séjour à Berlin (1798), il écrit un mémoire fort étendu sur la situation en Europe, qu'il envoie à Vienne, au baron de Thugut, ministre des Affaires étrangères et chancelier autrichien, et un plan pour une nouvelle coalition. Parallèlement, il poursuit ses menées au service de la cause royaliste, tant en Vendée qu'en Allemagne.
Rentré en France en octobre 1801, il demeure à Paris jusqu'en 1810. Ayant conçu le projet de rejoindre la Russie, il s'arrête à Vienne, avant de rentrer à Paris en mai 1811. Lors des Cent-Jours, en 1815, il s'enfuit dans le Nord, mais est arrêté à Douai le 25 mai. condamné le 5 juin par le tribunal de police. Un gendarme le conduit à Châlons, puis il est envoyé en surveillance à Clermont-Ferrand.
Après plusieurs visites au roi, sous la Seconde Restauration, il obtient une pension viagère de 600 francs et le grade de chef de bataillon.
Son frère, Louis-Denis Thieffries, aide-major des Cent-Suisses, commande cette troupe lors des journées des 5 et 6 octobre 1789. Il demeure au service de Louis XVI jusqu'à sa fuite et son arrestation à Varennes. Il fut plusieurs fois incarcéré par la suite.

## Publications
- Mémoires sur l'agriculture et le commerce, Paris, 1822, In-8°
- Conduite politique et services militaires de M. Félix-Gaspard, Cte de Thieffries-Beauvois, Imprimerie d'A. Boucher, 1825, 76 pages in-8°
- Manuscrit trouvé aux Tuileries le 29 juillet 1830, et publié par M. Noguès, compositeur-typographe, Paris, Levavasseur, 1830 (lire en ligne)